# Штутгартская университетская библиотека
Штутгартская университетская библиотека (нем. Universitätsbibliothek Stuttgart, UB Stuttgart) — публичная научная библиотека, являющаяся частью Штутгартского университета, расположенного в Баден-Вюртемберге; была основана вместе с университетом, в 1829 году, и разместилась в центре города Штутгарт; понесла большие потери от разрушений Второй мировой войны. В 1961 году библиотека Технического университета Штутгарта получила собственное здание, построенное при поддержке Фонда Макса Кейда и спроектированное архитекторами из бюро «Volkart und Zabel»; через шесть лет была переименована вместе с университетом. Второе отделение библиотеки было построено в кампусе университета Штутгарт-Файхинген в 1973 году и с тех пор несколько раз расширялось. По состоянию на 2014 год, библиотечные фонды насчитывали 1,35 миллиона печатных томов.

## История и описание
Библиотека Штутгартского университета получила отделение в центре Штутгарта в момент своего основания, в 1829 году — библиотека изначально существовала как несколько отдельных помещений в главном здании университета. В 1835 году фонды насчитывали всего 300 томов, а в 1841 году — 1500 книг. В 1865 году был опубликован первый печатный каталог, в котором было представлено 7885 томов и 55 журналов. С 1871 года библиотека начала активно развиваться, однако лишь небольшая часть современных библиотечных фондов восходит к временам основания: коллекция понесла значительные потери в годы Второй мировой войны.
В 1961 году библиотека Штутгартской высшей технической школы (Bibliothek der Technischen Hochschule) получила собственное здание: оно было построено при поддержке Фонда Макса Кейда (Max-Kade-Foundation) и спроектировано архитекторами из бюро «Volkart und Zabel». Здание демонстрирует типичные черты библиотечной архитектуры начала 1960-х годов. В 1967 году библиотека была переименована в «Университетскую библиотеку» (Universitätsbibliothek).

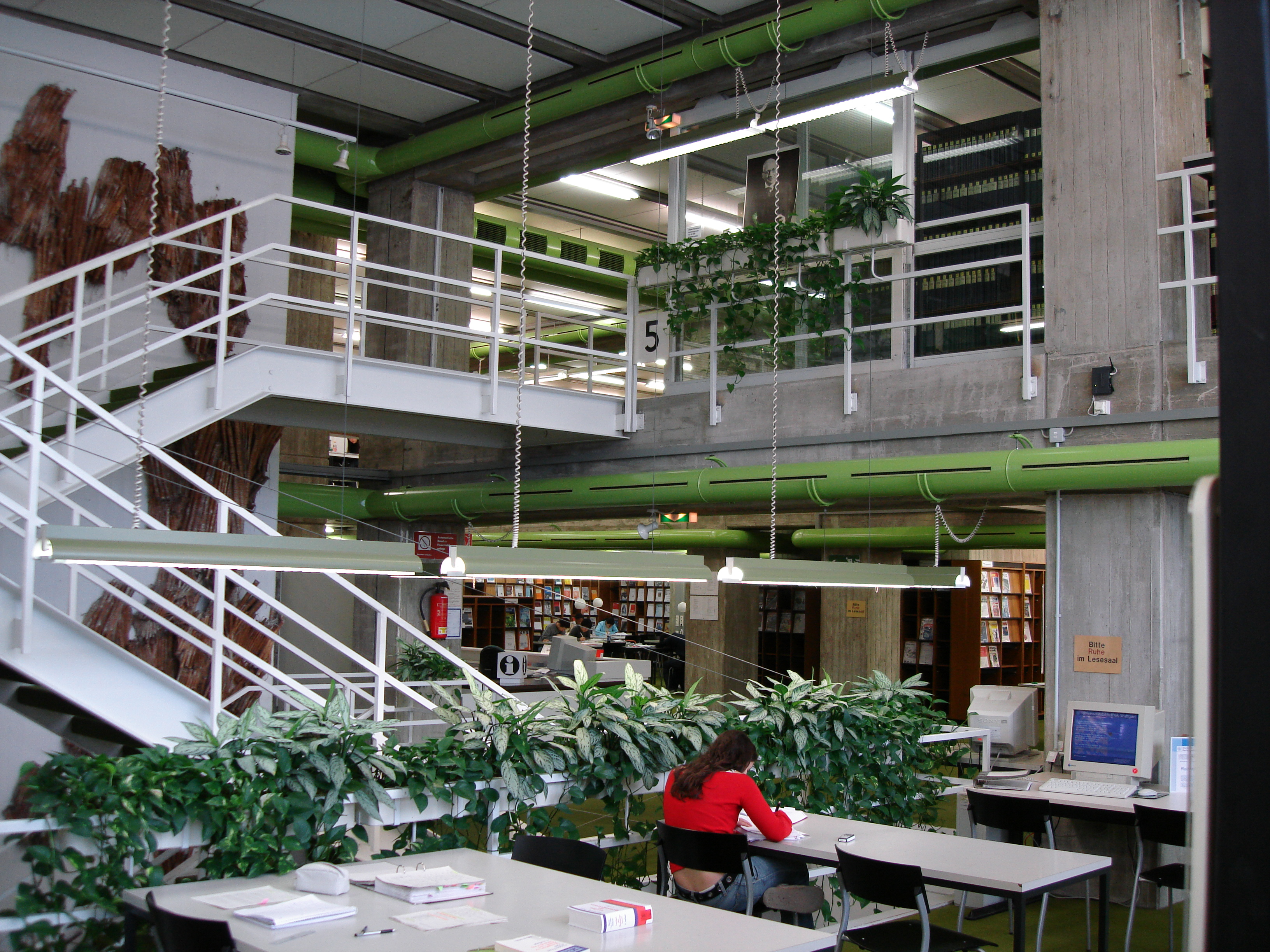
Читальный зал в Файхингене (2006)

Пространственное разделение университета с 1957 года, связанное со строительством второго кампуса, привело к серьёзным проблемам для библиотеки. Второе отделение UB Stuttgart было создано в новом кампусе университета в районе Штутгарт-Файхинген в 1973 году; с тех пор оно несколько раз расширялось. Библиотека в Файхингене расположена в здании естественнонаучного центра NWZ II, построенного между 1968 и 1974 годами. Как и библиотека в центре города, в ней есть читальные залы, зона открытого доступа и журнальный зал. Администрация библиотеки, ответственная за все операции по оформлению книг и межбиблиотечному абонементу, по-прежнему находится в здании в центре города.
По данным на 2014 год, библиотечные фонды насчитывали 1,35 миллиона книг и 1700 печатных научных журналов. Библиотека обслуживала около 34 000 активных пользователей, выдавая по 549 000 единиц хранения в год. Бюджет на приобретения новых работ составлял 3 065 303 евро. В библиотеке имелся доступ к региональному каталогу Штутгарта-Тюбингена: в объединённом онлайн-каталоге четырёх основных академических библиотек — Земельная библиотека Вюртемберга, библиотека Штутгартского университета, библиотека Хоэнхаймского университета и библиотека Тюбингенского университета — были представлены все работы, хранящиеся в данных библиотеках.